# 1921年ウィンブルドン選手権
1921年 ウィンブルドン選手権（1921ねんウィンブルドンせんしゅけん、The Championships, Wimbledon 1921）に関する記事。イギリス・ロンドン郊外にある「オールイングランド・ローンテニス・アンド・クローケー・クラブ」にて開催。

## 大会の流れ
- これまでのウィンブルドン選手権は「チャレンジ・ラウンド」（挑戦者決定戦）と「オールカマーズ・ファイナル」への流れで優勝を決定したが、1921年を最後にこの方式が廃止された。（1913年から選手権の公式競技になった女子ダブルス・混合ダブルスでは、チャレンジ・ラウンドは実施されなかった。）1922年以後は、大会前年度優勝者もトーナメントの1回戦から出場する。

## 大会前年度優勝者
- 男子シングルス： ビル・チルデン
- 女子シングルス： スザンヌ・ランラン
- 男子ダブルス： リチャード・ウィリアムズ＆ チャールズ・ガーランド　［大会不参加］

## 男子シングルス

### チャレンジラウンド
準々決勝
- 清水善造 vs.  ランドルフ・ライセット　6-3, 9-11, 3-6, 6-2, 10-8
- マニュエル・アロンソ vs.  アルガーノン・キングスコート　6-1, 6-3, 2-6, 6-2
- フランシス・ハンター vs.  セシル・キャンベル　6-2, 7-5, 3-6, 6-4
- ブライアン・ノートン vs.  ヘンリー・メイズ　4-6, 6-2, 6-2, 6-2

準決勝
- マニュエル・アロンソ vs.  清水善造　3-6, 7-5, 3-6, 6-4, 8-6
- ブライアン・ノートン vs.  フランシス・ハンター　6-0, 6-3, 5-7, 5-7, 6-2

決勝
- ブライアン・ノートン vs.  マニュエル・アロンソ　5-7, 4-6, 7-5, 6-3, 6-3

### オールカマーズ決勝
- ビル・チルデン vs.  ブライアン・ノートン　4-6, 2-6, 6-1, 6-0, 7-5

## 女子シングルス

### チャレンジラウンド
準々決勝
- マーベル・クレイトン vs.  ドロシー・シェパード　6-3, 6-2
- フィリス・サッタースウェイト vs.  フィリス・ホーキンズ　6-1, 6-8, 6-1
- アイリーン・ピーコック vs.  ウィニフレッド・マクネアー　7-5, 2-6, 6-4
- エリザベス・ライアン vs.  モーラ・マロリー　0-6, 6-4, 6-4

準決勝
- フィリス・サッタースウェイト vs.  マーベル・クレイトン　8-6, 6-2
- エリザベス・ライアン vs.  アイリーン・ピーコック　8-6, 6-4

決勝
- エリザベス・ライアン vs.  フィリス・サッタースウェイト　6-1, 6-0

### オールカマーズ決勝
- スザンヌ・ランラン vs.  エリザベス・ライアン　6-2, 6-0

## 決勝戦の結果
男子シングルス
- ビル・チルデン vs.  ブライアン・ノートン　4-6, 2-6, 6-1, 6-0, 7-5　［オールカマーズ決勝］

女子シングルス
- スザンヌ・ランラン vs.  エリザベス・ライアン　6-2, 6-0　［オールカマーズ決勝］

男子ダブルス
- ランドルフ・ライセット＆ マックス・ウーズナム vs.  ゴードン・ロウ＆ アーサー・ロウ　6-3, 6-0, 7-5　［チャレンジラウンド決勝］

女子ダブルス
- スザンヌ・ランラン＆ エリザベス・ライアン vs.  ジェラルディン・ビーミッシュ＆ アイリーン・ピーコック　6-1, 6-2

混合ダブルス
- ランドルフ・ライセット＆ エリザベス・ライアン vs.  マックス・ウーズナム＆ フィリス・ホーキンズ　6-3, 6-1